# Trirachys bilobulartus
Trirachys bilobulartus là một loài bọ cánh cứng trong họ Cerambycidae.